# Coupe du monde de cyclisme sur piste 2007-2008
Navigation
Édition précédente Édition suivante
La Coupe du monde de cyclisme sur piste 2007–2008 est une compétition de cyclisme sur piste organisée par l'Union cycliste internationale. La saison a débuté le 30 novembre 2007 et s'est terminée le 16 février 2008.

## Classement par nations
| Rang | Pays/Équipe        | Syd | Pek | L.A | Cop | Points |
| ---- | ------------------ | --- | --- | --- | --- | ------ |
| 1    | Pays-Bas           | 78  | 87  | 108 | 107 | 380    |
| 2    | France             | 66  | 81  | 56  | 70  | 273    |
| 3    | Russie             | 52  | 54  | 52  | 54  | 212    |
| 4    | Royaume-Uni        | 58  | 58  | 11  | 77  | 204    |
| 5    | Australie          | 68  | 38  | 62  | 19  | 187    |
| 6    | Ukraine            | 43  | 46  | 51  | 42  | 182    |
| 7    | Allemagne          | 27  | 38  | 58  | 55  | 178    |
| 8    | Cofidis            | 38  | 30  | 36  | 68  | 143    |
| 9    | Team Toshiba       | 56  | 36  | 37  | 0   | 129    |
| 10   | Scienceinsport.com | 33  | 30  | 0   | 57  | 120    |

## Hommes

### Keirin

#### Résultats
| Date              | Lieu        | Vainqueur       | 2e                 | 3e              |
| ----------------- | ----------- | --------------- | ------------------ | --------------- |
| 1er décembre 2007 | Sydney      | Chris Hoy       | Ross Edgar         | Theo Bos        |
| 8 décembre 2007   | Pékin       | Chris Hoy       | Arnaud Tournant    | Teun Mulder     |
| 19 janvier 2008   | Los Angeles | Arnaud Tournant | Christos Volikakis | Ryan Bayley     |
| 16 février 2008   | Copenhague  | Chris Hoy       | Ricardo Lynch      | Arnaud Tournant |

#### Classement
| Pos. | Coureur            | Syd | Pek | LA | COP | Points |
| 1.   | Chris Hoy          | 12  | 12  | -  | 12  | 36     |
| 2.   | Arnaud Tournant    | -   | 10  | 12 | 8   | 30     |
| 3.   | Roberto Chiappa    | 6   | -   | 5  | 4   | 15     |
| -.   | Ryan Bayley        | -   | 7   | 8  | -   | 15     |
| -.   | Teun Mulder        | -   | 8   | 7  | -   | 15     |
| 6.   | Stefan Nimke       | 2   | 4   | -  | 7   | 13     |
| -.   | Christos Volikakis | -   | -   | 10 | 3   | 13     |
| 8.   | Carsten Bergemann  | -   | 6   | -  | 6   | 12     |
| 9.   | Ricardo Lynch      | -   | -   | -  | 10  | 10     |
| -.   | Ross Edgar         | 10  | -   | -  | -   | 10     |

### Kilomètre

#### Résultats
| Date             | Lieu        | Vainqueur         | 2e              | 3e              |
| ---------------- | ----------- | ----------------- | --------------- | --------------- |
| 30 novembre 2007 | Sydney      | Michaël D'Almeida | Hao Li Wen      | Yevgen Bolirukh |
| 7 décembre 2007  | Pékin       | François Pervis   | Yevgen Bolirukh | Hao Li Wen      |
| 18 janvier 2008  | Los Angeles | Scott Sunderland  | Yevgen Bolirukh | Hao Li Wen      |
| 15 février 2008  | Copenhague  | François Pervis   | Yevgen Bolirukh | Hao Li Wen      |

#### Classement
| Pos. | Coureur              | Syd | Pek | LA | COP | Points |
| 1.   | Yevgen Bolirukh      | 8   | 10  | 10 | 10  | 38     |
| 2.   | Hao Li Wen           | 10  | 8   | 8  | 8   | 34     |
| 3.   | François Pervis      | -   | 12  | -  | 12  | 24     |
| 4.   | Tomas Babek          | 4   | 5   | 6  | 5   | 20     |
| 5.   | Michael Seidenbecher | 7   | 6   | -  | -   | 13     |
| -.   | Didier Henriette     | 6   | 4   | -  | 3   | 13     |
| 7.   | Kamil Kuczynski      | 3   | -   | 7  | 2   | 12     |
| -.   | Michaël D'Almeida    | 12  | -   | -  | -   | 12     |
| -.   | Scott Sunderland     | -   | -   | 12 | -   | 12     |
| 10.  | Mohd Rizal Tisin     | 5   | -   | -  | 4   | 9      |

### Vitesse individuelle

#### Résultats
| Date            | Lieu        | Vainqueur        | 2e               | 3e                |
| --------------- | ----------- | ---------------- | ---------------- | ----------------- |
| 2 décembre 2007 | Sydney      | Mickaël Bourgain | Kévin Sireau     | Chris Hoy         |
| 9 décembre 2007 | Pékin       | Theo Bos         | Mickaël Bourgain | Stefan Nimke      |
| 20 janvier 2008 | Los Angeles | Roberto Chiappa  | Kévin Sireau     | Teun Mulder       |
| 17 février 2008 | Copenhague  | Kévin Sireau     | Chris Hoy        | Andriy Vynokourov |

#### Classement
| Pos. | Coureur           | Syd | Pek | LA | COP | Points |
| 1.   | Kévin Sireau      | 10  | 7   | 10 | 12  | 39     |
| 2.   | Mickaël Bourgain  | 12  | 10  | 6  | 7   | 35     |
| 3.   | Chris Hoy         | 8   | 6   | -  | 10  | 24     |
| 4.   | Grégory Baugé     | 7   | 2   | 7  | -   | 16     |
| 5.   | Theo Bos          | -   | 12  | -  | -   | 12     |
| -.   | Roberto Chiappa   | -   | -   | 12 | -   | 12     |
| 7.   | Stefan Nimke      | 2   | 8   | -  | -   | 10     |
| -.   | Ross Edgar        | 1   | 5   | -  | 4   | 10     |
| 9.   | Teun Mulder       | -   | -   | 8  | -   | 8      |
| -.   | Andriy Vynokourov | -   | -   | -  | 8   | 8      |

### Vitesse par équipes

#### Résultats
| Date             | Lieu        | Vainqueur                                             | 2e                                                         | 3e                                                        |
| ---------------- | ----------- | ----------------------------------------------------- | ---------------------------------------------------------- | --------------------------------------------------------- |
| 30 novembre 2007 | Sydney      | Team Toshiba Ryan Bayley Daniel Ellis Shane Kelly     | www.radnet.de Robert Förstemann Matthias John Stefan Nimke | Cofidis Didier Henriette Kévin Sireau Arnaud Tournant     |
| 7 décembre 2007  | Pékin       | Pays-Bas Theo Bos Teun Mulder Tim Veldt               | France Grégory Baugé François Pervis Arnaud Tournant       | Royaume-Uni Chris Hoy Craig MacLean Jason Queally         |
| 18 janvier 2008  | Los Angeles | Cofidis Didier Henriette Kévin Sireau Arnaud Tournant | France Grégory Baugé Mickaël Bourgain François Pervis      | Australie Mark French Ben Kersten Jason Niblett           |
| 15 février 2008  | Copenhague  | France Grégory Baugé François Pervis Kévin Sireau     | Pays-Bas Theo Bos Teun Mulder Tim Veldt                    | Cofidis Mickaël Bourgain Didier Henriette Arnaud Tournant |

#### Classement
| Pos. | Coureur            | Syd | Pek | LA | COP | Points |
| 1.   | France             | 4   | 10  | 10 | 12  | 36     |
| 2.   | Cofidis            | 8   | 6   | 12 | 8   | 34     |
| 3.   | Pays-Bas           | 6   | 12  | -  | 10  | 28     |
| 4.   | Team Toshiba       | 12  | 7   | 7  | -   | 26     |
| 5.   | Australie          | 5   | 4   | 8  | -   | 17     |
| 6.   | Royaume-Uni        | 7   | 8   | -  | 7   | 22     |
| 7.   | www.radnet.de      | 10  | 5   | -  | 6   | 21     |
| 8.   | Russie             | -   | -   | 6  | 4   | 10     |
| 9.   | Chine              | 2   | 2   | 5  | -   | 9      |
| 10.  | Allemagne          | 3   | 3   | -  | -   | 6      |
| -.   | Scienceinsport.com | -   | 1   | -  | 5   | 6      |
| -.   | Japon              | -   | -   | 4  | 2   | 6      |

### Poursuite individuelle

#### Résultats
| Date             | Lieu        | Vainqueur        | 2e               | 3e              |
| ---------------- | ----------- | ---------------- | ---------------- | --------------- |
| 30 novembre 2007 | Sydney      | Volodymyr Dyudya | Phillip Thuaux   | Alexander Serov |
| 7 décembre 2007  | Pékin       | Bradley Wiggins  | Volodymyr Dyudya | Alexander Serov |
| 18 janvier 2008  | Los Angeles | Taylor Phinney   | Jenning Huizenga | Sergi Escobar   |
| 15 février 2008  | Copenhague  | Sergi Escobar    | Alexei Markov    | Luke Roberts    |

#### Classement
| Pos. | Coureur          | Syd | Pek | LA | COP | Points |
| 1.   | Volodymyr Dyudya | 12  | 10  | -  | -   | 22     |
| -.   | Taylor Phinney   | 2   | 7   | 12 | 1   | 22     |
| 3.   | Sergi Escobar    | -   | -   | 8  | 12  | 20     |
| -.   | Jenning Huizenga | -   | 5   | 10 | 5   | 20     |
| 5.   | Phillip Thuaux   | 10  | 2   | 5  | -   | 17     |
| 6.   | Alexander Serov  | 8   | 8   | -  | -   | 16     |
| 7.   | David O’Loughlin | -   | 4   | 3  | 7   | 14     |
| -.   | Antonio Tauler   | 3   | 1   | 7  | 3   | 14     |
| 9.   | Marc Ryan        | 7   | 6   | -  | -   | 13     |
| 10.  | Bradley Wiggins  | -   | 12  | -  | -   | 12     |

### Poursuite par équipes

#### Résultats
| Date              | Lieu        | Vainqueur                                                             | 2e                                                                       | 3e                                                                         |
| ----------------- | ----------- | --------------------------------------------------------------------- | ------------------------------------------------------------------------ | -------------------------------------------------------------------------- |
| 1er décembre 2007 | Sydney      | Royaume-Uni Edward Clancy Steve Cummings Chris Newton Bradley Wiggins | Nouvelle-Zélande Sam Bewley Westley Gough Marc Ryan Jesse Sergent        | Team Toshiba Jack Bobridge Peter Dawson Zakkari Dempster Mark Jamieson     |
| 8 décembre 2007   | Pékin       | Royaume-Uni Edward Clancy Steve Cummings Geraint Thomas Paul Manning  | Nouvelle-Zélande Sam Bewley Westley Gough Marc Ryan Timothy Gudsell      | Pays-Bas Levi Heimans Jenning Huizenga Jens Mouris Peter Schep             |
| 19 janvier 2008   | Los Angeles | Australie Jack Bobridge Bradley McGee Mark Jamieson Peter Dawson      | Danemark Casper Jørgensen Alex Rasmussen Michael Mørkøv Jens-Erik Madsen | Ukraine Lyubomyr Polatayko Vitaliy Shchedov Vitaliy Popkov Maxim Polischuk |
| 16 février 2008   | Copenhague  | Royaume-Uni Edward Clancy Geraint Thomas Paul Manning Steven Burke    | Danemark Michael Mørkøv Casper Jørgensen Jens-Erik Madsen Alex Rasmussen | Australie Matthew Goss Cameron Meyer Travis Meyer Luke Roberts             |

#### Classement
| Pos. | Coureur          | Syd | Pek | LA | COP | Points |
| 1.   | Royaume-Uni      | 12  | 12  | -  | 12  | 36     |
| 2.   | Danemark         | 4   | 7   | 10 | 10  | 31     |
| 3.   | Pays-Bas         | 7   | 8   | 7  | 7   | 29     |
| 4.   | Australie        | 3   | 2   | 12 | 8   | 25     |
| 5.   | Nouvelle-Zélande | 10  | 10  | 1  | -   | 21     |
| 6.   | Ukraine          | 5   | 3   | 8  | -   | 16     |
| -.   | Espagne          | 2   | 4   | 5  | 5   | 16     |
| 8.   | Team Toshiba     | 8   | 6   | -  | -   | 14     |
| -.   | France           | 1   | 1   | 6  | 6   | 14     |
| 10.  | Russie           | 6   | 5   | -  | 2   | 13     |

### Course aux points

#### Résultats
| Date             | Lieu        | Vainqueur         | 2e              | 3e            |
| ---------------- | ----------- | ----------------- | --------------- | ------------- |
| 30 novembre 2007 | Sydney      | Gregory Henderson | Antonio Tauler  | Cameron Meyer |
| 7 décembre 2007  | Pékin       | Joan Llaneras     | Chris Newton    | Cameron Meyer |
| 18 janvier 2008  | Los Angeles | Cameron Meyer     | Rafał Ratajczyk | Chris Newton  |
| 15 février 2008  | Copenhague  | Pim Ligthart      | Rafał Ratajczyk | Chris Newton  |

#### Classement
| Pos. | Coureur            | Syd | Pek | LA | COP | Points |
| 1.   | Chris Newton       | 5   | 10  | 8  | 8   | 31     |
| 2.   | Cameron Meyer      | 8   | 8   | 12 | -   | 28     |
| 3.   | Rafał Ratajczyk    | 7   | -   | 10 | 10  | 27     |
| 4.   | Gregory Henderson  | 12  | 1   | 7  | -   | 20     |
| 5.   | Pim Ligthart       | -   | -   | 6  | 12  | 18     |
| 6.   | Ivan Kovalev       | 6   | 4   | -  | 7   | 17     |
| 7.   | Joan Llaneras      | -   | 12  | 4  | -   | 16     |
| 8.   | Antonio Tauler     | 10  | -   | -  | -   | 10     |
| 9.   | Mikhail Ignatiev   | 1   | 7   | -  | -   | 8      |
| -.   | Daniel Kreutzfeldt | -   | -   | 3  | 5   | 8      |

### Scratch

#### Résultats
| Date              | Lieu        | Vainqueur        | 2e              | 3e                  |
| ----------------- | ----------- | ---------------- | --------------- | ------------------- |
| 1er décembre 2007 | Sydney      | Roger Kluge      | Zach Bell       | Milan Kadlec        |
| 8 décembre 2007   | Pékin       | Michael Friedman | Walter Pérez    | Tim Mertens         |
| 19 janvier 2008   | Los Angeles | Wong Kam Po      | Vasil Kiryienka | Wim Stroetinga      |
| 16 février 2008   | Copenhague  | Wim Stroetinga   | Andreas Müller  | Juan Esteban Arango |

#### Classement
| Pos. | Coureur             | Syd | Pek | LA | COP | Points |
| 1.   | Roger Kluge         | 12  | 4   | 6  | 2   | 24     |
| 2.   | Wim Stroetinga      | -   | -   | 8  | 12  | 20     |
| 3.   | Walter Pérez        | 5   | 10  | -  | -   | 15     |
| 4.   | Juan Esteban Arango | -   | -   | 5  | 8   | 13     |
| 5.   | Michael Friedman    | -   | 12  | -  | -   | 12     |
| -.   | Wong Kam Po         | -   | -   | 12 | -   | 12     |
| 7.   | Zach Bell           | 10  | -   | -  | -   | 10     |
| -.   | Vasil Kiryienka     | -   | -   | 10 | -   | 10     |
| -.   | Andreas Müller      | -   | -   | -  | 10  | 10     |
| 10.  | Ángel Darío Colla   | -   | -   | 4  | 5   | 9      |
| -.   | Tim Mertens         | -   | 8   | -  | 1   | 9      |

### Américaine

#### Résultats
| Date            | Lieu        | Vainqueur                                | 2e                                                 | 3e                                         |
| --------------- | ----------- | ---------------------------------------- | -------------------------------------------------- | ------------------------------------------ |
| 2 décembre 2007 | Sydney      | Pays-Bas Peter Schep Jens Mouris         | Espagne Joan Llaneras Carlos Torrent               | Danemark Michael Mørkøv Alex Rasmussen     |
| 9 décembre 2007 | Pékin       | France Jérôme Neuville Christophe Riblon | T-Mobile Track Team Mark Cavendish Bradley Wiggins | Ukraine Lyubomyr Polatayko Wolodymyr Rybin |
| 20 janvier 2008 | Los Angeles | Belgique Kenny De Ketele Tim Mertens     | Danemark Michael Mørkøv Alex Rasmussen             | Allemagne Roger Kluge Olaf Pollack         |
| 17 février 2008 | Copenhague  | Danemark Michael Mørkøv Alex Rasmussen   | États-Unis Bobby Lea Colby Pearce                  | Pays-Bas Peter Schep Wim Stroetinga        |

#### Classement
| Pos. | Coureur             | Syd | Pek | LA | COP | Points |
| 1.   | Danemark            | 8   | 3   | 10 | 12  | 33     |
| 2.   | Belgique            | 5   | 4   | 12 | 6   | 27     |
| -.   | Pays-Bas            | 12  | -   | 7  | 8   | 27     |
| 4.   | Espagne             | 10  | 6   | 1  | -   | 17     |
| 5.   | États-Unis          | -   | 5   | -  | 10  | 15     |
| 6.   | Team Focus          | 7   | 7   | -  | -   | 14     |
| 7.   | France              | -   | 12  | -  | -   | 12     |
| 8.   | Allemagne           | -   | -   | 8  | 3   | 11     |
| -.   | Argentine           | 4   | -   | -  | 7   | 11     |
| 10.  | T-Mobile Track Team | -   | 10  | -  | -   | 10     |

## Femmes

### Keirin

#### Résultats
| Date            | Lieu        | Vainqueur          | 2e             | 3e                   |
| --------------- | ----------- | ------------------ | -------------- | -------------------- |
| 2 décembre 2007 | Sydney      | Victoria Pendleton | Jennie Reed    | Natallia Tsylinskaya |
| 9 décembre 2007 | Pékin       | Willy Kanis        | Christin Muche | Natallia Tsylinskaya |
| 20 janvier 2008 | Los Angeles | Jennie Reed        | Willy Kanis    | Jinjie Gong          |
| 17 février 2008 | Copenhague  | Willy Kanis        | Jennie Reed    | Dana Glöss           |

#### Classement
| Pos. | Coureur               | Syd | Pek | LA | COP | Points |
| 1.   | Willy Kanis           | 4   | 12  | 10 | 12  | 38     |
| 2.   | Jennie Reed           | 10  | -   | 12 | 10  | 32     |
| 3.   | Victoria Pendleton    | 12  | 5   | -  | 6   | 23     |
| 4.   | Simona Krupeckaitė    | 7   | 6   | 4  | -   | 17     |
| 5.   | Natallia Tsylinskaya  | 8   | 8   | -  | -   | 16     |
| 6.   | Christin Muche        | 2   | 10  | -  | 3   | 15     |
| 7.   | Svetlana Grankovskaya | -   | 7   | 6  | -   | 13     |
| 8.   | Dana Glöss            | -   | -   | 2  | 8   | 10     |
| -.   | Diana García          | 3   | -   | -  | 7   | 10     |
| -.   | Lisandra Guerra       | -   | 3   | 7  | -   | 10     |

### 500 m

#### Résultats
| Date              | Lieu        | Vainqueur       | 2e                 | 3e                   |
| ----------------- | ----------- | --------------- | ------------------ | -------------------- |
| 1er décembre 2007 | Sydney      | Anna Meares     | Lisandra Guerra    | Willy Kanis          |
| 8 décembre 2007   | Pékin       | Lisandra Guerra | Simona Krupeckaitė | Natallia Tsylinskaya |
| 19 janvier 2008   | Los Angeles | Lisandra Guerra | Willy Kanis        | Simona Krupeckaitė   |
| 16 février 2008   | Copenhague  | Jinjie Gong     | Sandie Clair       | Miriam Welte         |

#### Classement
| Pos. | Coureur              | Syd | Pek | LA | COP | Points |
| 1.   | Lisandra Guerra      | 10  | 12  | 12 | -   | 34     |
| 2.   | Simona Krupeckaitė   | 7   | 10  | 8  | -   | 25     |
| 3.   | Jinjie Gong          | 5   | -   | 7  | 12  | 24     |
| 4.   | Willy Kanis          | 8   | -   | 10 | -   | 18     |
| 5.   | Lulu Zheng           | -   | 6   | 6  | 5   | 17     |
| -.   | Sandie Clair         | -   | 7   | -  | 10  | 17     |
| 7.   | Miriam Welte         | 2   | 4   | -  | 8   | 14     |
| 8.   | Natallia Tsylinskaya | 6   | 8   | -  | -   | 14     |
| 9.   | Lyubov Shulika       | 1   | -   | 5  | 7   | 13     |
| 10.  | Anna Meares          | 12  | -   | -  | -   | 12     |
| -.   | Anna Blyth           | 4   | 2   | -  | 6   | 12     |

### Vitesse individuelle

#### Résultats
| Date             | Lieu        | Vainqueur            | 2e                 | 3e                   |
| ---------------- | ----------- | -------------------- | ------------------ | -------------------- |
| 30 novembre 2007 | Sydney      | Willy Kanis          | Anna Meares        | Natallia Tsylinskaya |
| 7 décembre 2007  | Pékin       | Natallia Tsylinskaya | Victoria Pendleton | Clara Sanchez        |
| 18 janvier 2008  | Los Angeles | Natallia Tsylinskaya | Jennie Reed        | Willy Kanis          |
| 15 février 2008  | Copenhague  | Willy Kanis          | Victoria Pendleton | Guo Shuang           |

#### Classement
| Pos. | Coureur              | Syd | Pek | LA | COP | Points |
| 1.   | Willy Kanis          | 12  | 5   | 8  | 12  | 37     |
| 2.   | Natallia Tsylinskaya | 8   | 12  | 12 | -   | 32     |
| 3.   | Clara Sanchez        | 6   | 8   | 7  | 6   | 27     |
| 4.   | Jennie Reed          | 5   | 4   | 10 | 7   | 26     |
| 5.   | Victoria Pendleton   | 3   | 10  | -  | 10  | 23     |
| 6.   | Guo Shuang           | 7   | 6   | -  | 8   | 21     |
| 7.   | Anna Meares          | 10  | 7   | -  | -   | 17     |
| 8.   | Simona Krupeckaitė   | 4   | 2   | 3  | 5   | 14     |
| 9.   | Lisandra Guerra      | 2   | 3   | 6  | 2   | 13     |
| 10.  | Yvonne Hijgenaar     | -   | 1   | 4  | 4   | 9      |

### Vitesse par équipes

#### Résultats
| Date            | Lieu        | Vainqueur                                           | 2e                                       | 3e                                       |
| --------------- | ----------- | --------------------------------------------------- | ---------------------------------------- | ---------------------------------------- |
| 2 décembre 2007 | Sydney      | Pays-Bas Yvonne Hijgenaar Willy Kanis               | Australie Kaarle McCulloch Kerrie Meares | France Sandie Clair Virginie Cueff       |
| 9 décembre 2007 | Pékin       | Pays-Bas Yvonne Hijgenaar Willy Kanis               | France Sandie Clair Clara Sanchez        | Chine Guo Shuang Lulu Zheng              |
| 20 janvier 2008 | Los Angeles | Pays-Bas Yvonne Hijgenaar Willy Kanis               | France Sandie Clair Virginie Cueff       | Australie Kaarle McCulloch Kerrie Meares |
| 17 février 2008 | Copenhague  | Scienceinsport.com Victoria Pendleton Shanaze Reade | Pays-Bas Yvonne Hijgenaar Willy Kanis    | France Sandie Clair Clara Sanchez        |

#### Classement
| Pos. | Coureur            | Syd | Pek | LA | COP | Points |
| 1.   | Pays-Bas           | 12  | 12  | 12 | 10  | 46     |
| 2.   | France             | 8   | 10  | 10 | 8   | 36     |
| 3.   | Allemagne          | 7   | 4   | 7  | 5   | 23     |
| -.   | Italie             | 6   | 7   | 6  | 4   | 23     |
| 5.   | Australie          | 10  | -   | 8  | -   | 18     |
| 6.   | Russie             | 4   | 6   | 5  | -   | 15     |
| 7.   | Chine              | -   | 8   | -  | 6   | 14     |
| 8.   | Scienceinsport.com | -   | -   | -  | 12  | 12     |
| 9.   | www.rad-net.de     | -   | -   | -  | 7   | 7      |
| 10.  | Giant Pro Cycling  | 5   | -   | -  | -   | 5      |

### Poursuite individuelle

#### Résultats
| Date             | Lieu        | Vainqueur        | 2e                | 3e           |
| ---------------- | ----------- | ---------------- | ----------------- | ------------ |
| 30 novembre 2007 | Sydney      | Katie Mactier    | Vilija Sereikaitė | Karin Thürig |
| 7 décembre 2007  | Pékin       | Katie Mactier    | Rebecca Romero    | Sarah Hammer |
| 18 janvier 2008  | Los Angeles | Lesya Kalitovska | María Luisa Calle | Sarah Hammer |
| 15 février 2008  | Copenhague  | Rebecca Romero   | Vilija Sereikaitė | Sarah Hammer |

#### Classement
| Pos. | Coureur           | Syd | Pek | LA | COP | Points |
| 1.   | Vilija Sereikaitė | 10  | 6   | 5  | 10  | 31     |
| 2.   | Sarah Hammer      | 6   | 8   | 8  | 8   | 30     |
| 3.   | Rebecca Romero    | 3   | 10  | -  | 12  | 25     |
| 4.   | Katie Mactier     | 12  | 12  | -  | -   | 24     |
| 5.   | Karin Thürig      | 8   | 7   | 1  | 2   | 18     |
| 6.   | Lesya Kalitovska  | 2   | 3   | 12 | -   | 17     |
| 7.   | Verena Jooß       | 4   | 5   | -  | 6   | 15     |
| -.   | Wendy Houvenaghel | 7   | 4   | -  | 4   | 15     |
| 9.   | Alison Shanks     | 5   | 2   | -  | 5   | 12     |
| 10.  | María Luisa Calle | 1   | -   | 10 | -   | 11     |
| -.   | Eleonora van Dijk | -   | -   | 4  | 7   | 11     |

### Poursuite par équipes

#### Résultats
| Date            | Lieu        | Vainqueur                                                      | 2e                                                             | 3e                                                        |
| --------------- | ----------- | -------------------------------------------------------------- | -------------------------------------------------------------- | --------------------------------------------------------- |
| 2 décembre 2007 | Sydney      | Russie Evgenia Romanyuta Olga Slyusareva Anastasia Tchulkova   | Australie Belinda Goss Katie Mactier Josephine Tomic           | Ukraine Svitlana Galyuk Lesya Kalitovska Lyubov Shulika   |
| 9 décembre 2007 | Pékin       | Ukraine Svitlana Galyuk Lesya Kalitovska Lyubov Shulika        | Russie Evgenia Romanyuta Olga Slyusareva Anastasia Tchulkova   | Cuba Yudelmis Domínguez Yoanka González Yumari González   |
| 20 janvier 2008 | Los Angeles | Ukraine Yelizaveta Bochkarova Svitlana Galyuk Lesya Kalitovska | Russie Anastasia Tchulkova Olga Slyusareva Elena Tchalykh      | États-Unis Kristin Armstrong Lauren Franges Christen King |
| 17 février 2008 | Copenhague  | Allemagne Elke Gebhardt Verena Jooß Alexandra Sontheimer       | Pays-Bas Yvonne Hijgenaar Eleonora van Dijk Marlijn Binnendijk | Ukraine Svitlana Galyuk Lyubov Shulika Lyudmyla Vypyraylo |

#### Classement
| Pos. | Coureur          | Syd | Pek | LA | COP | Points |
| 1.   | Ukraine          | 8   | 12  | 12 | 8   | 40     |
| 2.   | Russie           | 12  | 10  | 10 | 5   | 37     |
| 3.   | Allemagne        | -   | -   | 7  | 12  | 19     |
| 4.   | Cuba             | 6   | 8   | 3  | -   | 17     |
| 5.   | Italie           | 5   | 7   | 4  | -   | 16     |
| 6.   | Nouvelle-Zélande | 7   | 6   | -  | -   | 13     |
| 7.   | Corée du Sud     | -   | -   | 5  | 6   | 11     |
| 8.   | Australie        | 10  | -   | -  | -   | 10     |
| -.   | Pays-Bas         | -   | -   | -  | 10  | 10     |
| 10.  | États-Unis       | -   | -   | 8  | -   | 8      |

### Course aux points

#### Résultats
| Date              | Lieu        | Vainqueur         | 2e              | 3e                 |
| ----------------- | ----------- | ----------------- | --------------- | ------------------ |
| 1er décembre 2007 | Sydney      | Giorgia Bronzini  | Li Yan          | Jarmila Machačová  |
| 8 décembre 2007   | Pékin       | Marianne Vos      | Yoanka González | Katherine Bates    |
| 19 janvier 2008   | Los Angeles | Jarmila Machačová | Hye Lee Min     | Li Yan             |
| 16 février 2008   | Copenhague  | Wan Yiu Wong      | Trine Schmidt   | Theresa Cliff-Ryan |

#### Classement
| Pos. | Coureur           | Syd | Pek | LA | COP | Points |
| 1.   | Li Yan            | 10  | -   | 10 | 3   | 23     |
| 2.   | Jarmila Machačová | 8   | -   | 12 | -   | 20     |
| 3.   | Rebecca Quinn     | 7   | 6   | 4  | 1   | 18     |
| 4.   | Marianne Vos      | -   | 12  | 5  | -   | 17     |
| 5.   | Katherine Bates   | -   | 8   | 7  | -   | 15     |
| 6.   | Wan Yiu Wong      | -   | -   | -  | 12  | 12     |
| -.   | Yoanka González   | -   | 10  | -  | 2   | 12     |
| -.   | Giorgia Bronzini  | 12  | -   | -  | -   | 12     |
| -.   | Cathy Moncassin   | 2   | 5   | -  | 5   | 12     |
| 10.  | Hye Lee Min       | -   | -   | 10 | -   | 10     |
| -.   | Trine Schmidt     | -   | -   | -  | 10  | 10     |
| -.   | Belinda Goss      | -   | 7   | 3  | -   | 10     |

### Scratch

#### Résultats
| Date             | Lieu        | Vainqueur        | 2e                 | 3e                  |
| ---------------- | ----------- | ---------------- | ------------------ | ------------------- |
| 30 novembre 2007 | Sydney      | Yumari González  | Annalisa Cucinotta | Anastasia Tchulkova |
| 7 décembre 2007  | Pékin       | Marianne Vos     | Belinda Goss       | Yumari González     |
| 18 janvier 2008  | Los Angeles | Charlotte Becker | Evgenia Romanyuta  | Elena Tchalykh      |
| 15 février 2008  | Copenhague  | Marianne Vos     | Jarmila Machačová  | Anastasia Tchulkova |

#### Classement
| Pos. | Coureur             | Syd | Pek | LA | COP | Points |
| 1.   | Yumari González     | 12  | 8   | 5  | -   | 25     |
| 2.   | Marianne Vos        | -   | 12  | -  | 12  | 24     |
| 3.   | Rebecca Quinn       | 5   | 6   | 3  | 5   | 19     |
| 4.   | Evgenia Romanyuta   | 7   | -   | 10 | -   | 17     |
| 5.   | Belinda Goss        | 6   | 10  | -  | -   | 16     |
| -.   | Anastasia Tchulkova | 8   | -   | -  | 8   | 16     |
| 7.   | Charlotte Becker    | -   | 2   | 12 | -   | 14     |
| 8.   | Annalisa Cucinotta  | 10  | 3   | -  | -   | 13     |
| 9.   | Pascale Jeuland     | 4   | 1   | 2  | 4   | 11     |
| 10.  | Jarmila Machačová   | -   | -   | -  | 10  | 10     |

## Référence
- Résultats de la manche de Sydney
- Résultats de la manche de Pékin
- Résultats de la manche de Los Angeles
- Résultats de la manche de Copenhague